# LTV1 (Letonia)
LTV1 es el primer canal de Latvijas Televīzija (LTV), la cadena de televisión pública estatal de Letonia. Emite noticias, programas de análisis, debates, entrevistas, documentales y largometrajes, series de televisión, programas culturales, representaciones teatrales, conciertos, programas deportivos, programas musicales y espectáculos. LTV1 fue el canal de televisión más visto en Letonia en 2021, 2022, 2023 y 2024.

## Historia
Letonia fue el primero de los tres países bálticos en contar con señal de televisión. La primera emisión en pruebas de la actual LTV1 (en aquel entonces denominada "Centro de Televisión de Riga", en letón: Rīgas televīzijas centra) tuvo lugar el 6 de noviembre de 1954 desde el número 62 de la calle Linards Laicens de Riga (actual calle Nometņu), en el edificio del antiguo Teatro Jelgava, que fue parcialmente remodelado y adaptado a las necesidades técnicas de la televisión. 
Las emisiones regulares comenzaron el 20 de noviembre de 1954. En aquella época, el Centro de Televisión aún no disponía de autorización para producir sus propios programas, sino sólo de los medios técnicos para producirlos y emitirlos. El 31 de marzo de 1955, el Ministerio de Cultura de la URSS, en virtud de un decreto del Consejo de Ministros de la URSS, promulgó una orden relativa a la creación del Estudio de Televisión de Riga (en letón: Rīgas televīzijas studija), predecesor de Latvijas Televīzija. Desde aquel momento, el Estudio de Televisión de Riga era el responsable del contenido de los programas, mientras que el Centro de Radiodifusión de la República de Letonia (Republikāniskais radiocentrs, actual Centro Estatal de Radio y Televisión de Letonia, LVRTC) se encargaba de la parte técnica de la retransmisión.
En 1968 comenzaron las emisiones regulares en color a través de SECAM, el estándar de la Unión Soviética y Francia, aunque sólo en la redifusión de la señal de la Televisión Central de Moscú.
Tras la independencia de Letonia de la Unión Soviética, LTV se convirtió en la televisión pública nacional.
El 4 de mayo de 1992 comenzó a competir con el primer canal de televisión privado de Letonia, NTV-5 (posterior LNT), y el 1 de enero de 1993 fue admitida como miembro activo de la Unión Europea de Radiodifusión (UER).
El 2 de febrero de 1998, LTV, junto con LNT, Canal 31 (ahora TV3) y TV Rīga (más tarde TV5), pasaron a adoptar el sistema de codificación PAL.
En 2000, LTV participó por primera vez en el Festival de la Canción de Eurovisión. Desde entonces, se sigue retransmitiendo las galas a través de LTV1.
En 2010, Latvijas Televīzija puso fin a las emisiones analógicas. El apagón se produjo por etapas: el 1 de marzo cesó la señal analógica de LTV7, a la que siguió el 1 de abril la de LTV1 en Riga y en un radio de 70 km a la redonda. El 1 de junio, con el cese de la emisión analógica de LTV1 en todo el país, LTV pasó a emitir únicamente en formato digital.
A partir del 1 de junio de 2013 los canales LTV1 y LTV7 pasaron a emitir las 24 horas del día, decisión que se tomó para que la oferta de LTV fuera más dinámica y accesible a diferentes sectores de la población. Durante las franjas nocturnas se emiten reposiciones de los programas más populares, así como material procedente del extenso archivo de LTV.
Emite en HD desde 2021.

## Imagen corporativa

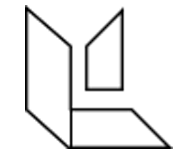
1991–1997.
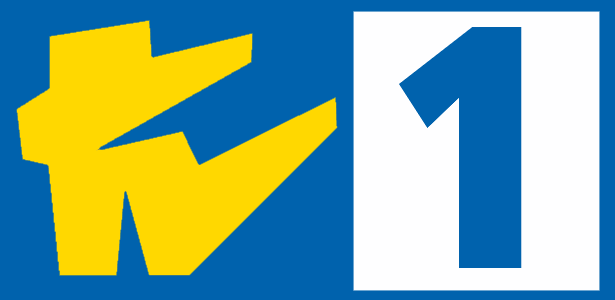
1997–2000
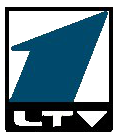
2000–2002
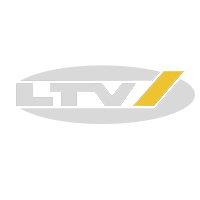
2003–2006
2006–2013
2013—2017
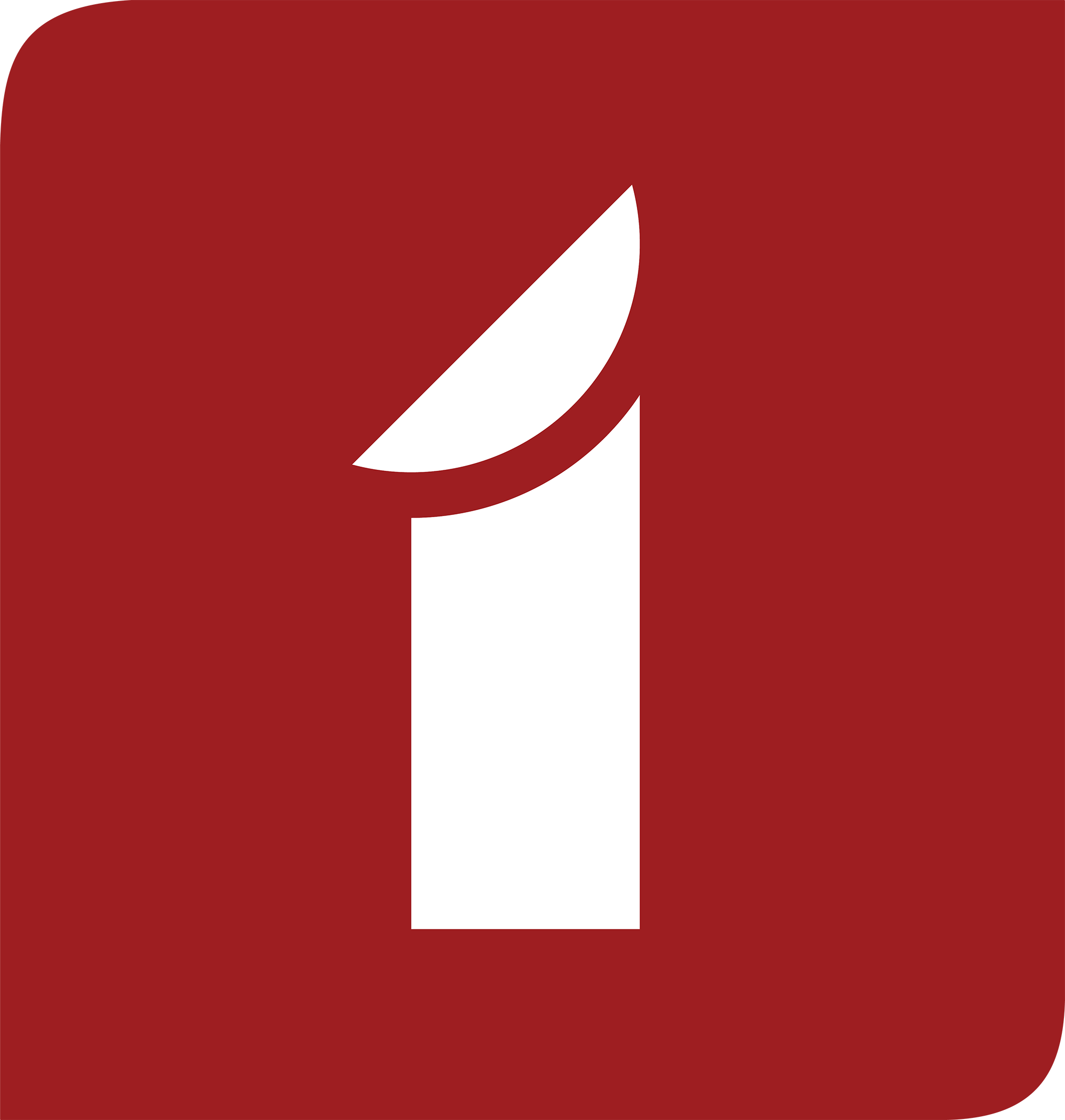
2017—2022
Desde 2022 hasta la actualidad.